# Ferdinand Freiligrath
Ferdinand Freiligrath (Detmold, 1810. január 17. – Cannstatt, Stuttgart mellett, 1876. március 18.) német költő.

## Életútja
Eleintén a kereskedelmi pályán volt és Barmenben talált alkalmazást egy váltóüzletben. Az alatt kiadta a Gedichte cimű kötetét, amely általános elismerést vívott ki számára az irodalomban, minek folytán abbahagyta pályáját és Svájcban mint magánzó élt. 1851-ben a forradalomban részt vett és oda kellett hagynia Németországot. 1867-ig Londonban egy banktársulat igazgatója volt, majd ennek bukása után Cannstattban telepedett meg. Freiligrath különös költői egyénisége már csak azért is kedvelt volt Németországban, mert egészen eredeti és új volt az irány, amelyet követett. A leírásban színes és eleven volt; minden tárgyat költői érzéssel és erős realitással fogott fel, a mellett úgyszólván tündöklő formába öntötte. A tenger és a sivatag képeit, a küzdelem és borzadály világát nagy virtuozitással festette. Jelentékenyebb művei: Gedichte, amely 1838-tól 1876-ig 34 kiadást ért; Glaubensbekenntniss (Mainz, 1846); Rolandus Album (Köln, 1840) stb. Számos műfordítást adott ki azonkívül Victor Hugotól és Longfellowtól.

## Forrás
- Freiligrath. In  A Pallas nagy lexikona. Szerk. Bokor József. Budapest: Arcanum – FolioNET. 1998.  ISBN 963 85923 2 X